# اسکاتلارین
اسکاتلارین (به انگلیسی: Scutellarein) با فرمول شیمیایی C۱۵H۱۰O۶ یک ترکیب شیمیایی با شناسه پاب‌کم ۵۲۸۱۶۹۷ است. که جرم مولی آن ۲۸۶٫۲۴۱ g/mol می‌باشد. 